# National Youth Theatre
Le National Youth Theatre ou NYT (« théâtre national de la jeunesse ») est une association caritative située à Londres, au Royaume-Uni. Des activités créatives et de développement socioprofessionnel y sont proposées, par le biais des arts créatifs, en particulier le théâtre. Le NYT est financé par le National Council for Voluntary Youth Services (NCVYS).
En plus des cours de théâtre proposés l'été par des tuteurs professionnels, le NYT offre des formations techniques sur les métiers de la scène (lumières, son, direction, costumes, etc.). Les représentations qui concluent les cours de théâtre ne sont pas ouvertes au public.

## Anciens membres du NYT
- Kate Adie
- Jamie Campbell Bower
- Robert Addie
- Georgina Leonidas
- Remy Blumenfeld
- Orlando Bloom
- Joanna Christie
- Daniel Craig
- Timothy Dalton
- Gareth David-Lloyd
- Daniel Day-Lewis
- Calvin Dean
- Chiwetel Ejiofor
- Sophie Ellis-Bextor
- Shaun Evans
- Jason Flemyng
- Romola Garai
- Julian Glover
- Jessica Henwick
- Douglas Hodge
- Jeremy Irvine
- Robbie Jarvis
- Alex Jennings
- David Jonsson
- Derek Jacobi
- Ellie Kendrick
- Ben Kingsley
- Alex Kingston
- Michael Kitchen
- Lauren Lyle
- Thomas James Longley
- Matt Lucas
- Gareth Pugh
- Clive Mantle
- Matthew Marsden
- Gina McKee
- Harry Melling
- Max Minghella
- Helen Mirren
- Kenneth Cranham
- Alec Newman
- Chiké Okonkwo
- John Oliver
- Regé-Jean Page
- Nathaniel Parker
- Ed Petrie
- Rosamund Pike
- Diana Quick
- Charlotte Reather
- Sam Riley
- Andrea Riseborough
- Reece Ritchie
- Ella Smith
- Matt Smith
- Sarah Solemani
- Rafe Spall
- Timothy Spall
- Clive Standen
- Jessica Stevenson
- Rachael Stirling
- David Suchet
- Liza Tarbuck
- Catherine Tate
- Jamie Theakston
- Antonia Thomas
- Luke Treadaway
- Harry Treadaway
- David Walliams
- Simon Ward
- Raymond Waring
- Ed Westwick
- Paula Wilcox
- Beth Winslet
- Ricky Sekhon
- Michael York
- Abigail Tarttelin
- Idris Elba
- Danielle Harold[2]